# Hashimoto-Enzephalopathie
Die Hashimoto-Enzephalopathie (HE), auch steroidresponsive Enzephalopathie assoziiert mit Autoimmunthyreoiditis (SREAT) genannt, ist ein Krankheitsbild, das mit zahlreichen psychiatrischen und neurologischen Symptomen verbunden ist. Erstmals beschrieben wurde es 1966 von Walter Russell Brain, 1. Baron Brain. Die Symptomatik reicht von leichter kognitiver Beeinträchtigung bis hin zum status epilepticus. Patienten zeigen Wesensveränderungen wie Verwirrtheit, kognitive Einschränkungen, Amnesien, Ataxie, Anfälle, Myoklonus und psychiatrische Symptome wie Halluzinationen, Wahn und Depressionen. Die Erkrankung ist wenig verstanden und wird oft falsch diagnostiziert.

## Diagnostik
Folgende Diagnosekriterien wurden vorgeschlagen:
1. Enzephalopathie mit kognitiver Einschränkung und mindestens einem der folgenden Merkmale:
  - Neuropsychiatrische Symptome (z. B. Halluzinationen, Wahnvorstellungen oder Paranoia)
  - Myoklonien, generalisierte tonisch-klonische oder fokale Krampfanfälle
  - Fokalneurologische Defizite
2. Erhöhte Titer von Antikörpern gegen Schilddrüsenparenchym (TPO-AK oder mikrosomale Antikörper)
3. Euthyreose (ggf. unter substitutiver Therapie mit L-T4 und/oder L-T3) oder allenfalls milde Hypothyreose mit TSH-Konzentration unter 20 mIU/l
4. Kein Hinweis auf infektiösen, toxischen, metabolischen oder neoplastischen Prozess in Blut-, Urin- oder Liquoruntersuchungen
5. Kein Nachweis neuronaler Antikörper (z. B. spannungsgesteuerte Kalium- oder Calciumkanäle), die eine andere Diagnose nahelegen
6. Bildgebend kein Hinweis auf vaskuläre, neoplastische oder strukturelle Läsionen, welche die Symptomatik erklären könnten
7. Komplette oder weitgehende Remission unter Steroidtherapie